# Leverage Ratio
Die Leverage Ratio bezeichnet den Verschuldungsgrad eines Unternehmens bzw. eines Kapitalanlegers, der zum Kauf eines Unternehmens einen Privatkredit aufnimmt (siehe auch: Irrelevanz der Finanzierung gemäß Modigliani-Miller-Theorem I). Unter bestimmten Bedingungen bewirkt eine Erhöhung der Verschuldung (engl. auch als Leverage bezeichnet) durch den Leverage-Effekt eine Steigerung des Wachstums bzw. der Eigenkapitalrendite. Die Verhältniszahl spielt in der  Unternehmensbewertung eine zentrale Rolle und wird regelmäßig auf Basis der Marktwerte berechnet. Sie beschreibt das Verhältnis von Fremdkapital zu Eigenkapital und sollte nicht verwechselt werden mit der Verschuldungsquote. 
Im Zusammenhang mit der Bankenregulierung bezeichnet der Begriff der Leverage Ratio eine Mindesteigenkapitalquote. Die ungewichtete Eigenmittelquote soll andere risikogewichtende aufsichtsrechtliche Kennzahlen ergänzen. Die aufsichtsrechtliche Vorgabe eines Mindestwertes soll eine übermäßige Verschuldung von Kreditinstituten verhindern.

## Allgemeines
Ein fundamentaler Faktor der im September 1998 ausgebrochenen Russlandkrise war, dass sich im Bankensystem eine übermäßige bilanzwirksame und außerbilanzielle Verschuldung aufgebaut hatte. Auch in der Finanzkrise ab 2007 zeigte sich bei Kreditinstituten, dass ein „aufgrund von Verlusten oder aufgrund allgemein verschlechterter wirtschaftlicher Verhältnisse erzwungener Verschuldungsabbau, der durch den Verkauf von Vermögensgegenständen erfolgt, die Marktpreise unter Druck setzen kann. … Hierdurch schmilzt das Eigenkapital der Institute, was spiralförmig zu weiterem Verschuldungsabbau zwingen kann“.
Im September 2009 wurde auf dem G20-Gipfel beschlossen, international anerkannte Regeln zu erarbeiten, die einer exzessiven Verschuldung der Kreditinstitute entgegenwirken sollten. Zu diesem Zweck wurde die Einführung einer Verschuldungsgrenze befürwortet. Im Dezember 2010 veröffentlichte der Basler Ausschuss Leitlinien, in denen eine Methodik für die Berechnung der ungewichteten Eigenmittelquote beschrieben ist. In den Bestimmungen ist ein Beobachtungszeitraum vorgesehen, der vom 1. Januar 2013 bis zum 1. Januar 2017 läuft und dazu dient, die ungewichtete Eigenmittelquote, ihre Komponenten und die Wechselwirkungen mit der risikobasierten Eigenmittelunterlegung zu überwachen. Die ungewichtete Eigenmittelquote ist ein weiteres Korrektiv, das auch jene Kreditinstitute betrifft, die Aktiva mit sehr geringen Risikogewichten halten.

## Berechnung
Nach der Legaldefinition in Art. 429 Abs. 2 Kapitaladäquanzverordnung (CRR) ist die ungewichtete Eigenmittelquote der Quotient aus dem Kernkapital eines Instituts und seinen ungewichteten Risikopositionen und wird als Prozentsatz angegeben:
{\displaystyle {\text{ungewichtete Eigenmittelquote}}={\frac {\text{Kernkapital}}{\text{Risikopositionen + Zuschlag für Derivate (Geschäftsvolumen)}}}}
Zu den Risikopositionen gehören alle bilanziellen und außerbilanziellen Bankgeschäfte. Das im bilanziellen Teil vorhandene Kreditgeschäft muss brutto einfließen. Das bedeutet, dass Kreditsicherheiten, Kreditderivate als Sicherungsnehmer und Wertberichtigungen unberücksichtigt bleiben. Zum außerbilanziellen Geschäft gehören neben der Kreditleihe (Avalkredite, Akkreditive) auch nicht ausgenutzte Kreditzusagen, die mit 10 % der Kreditlinien und Kreditfazilitäten anzurechnen sind. Derivative Finanzinstrumente, auch Kreditderivate als Sicherungsgeber, werden mit ihrem Wiederbeschaffungswert angesetzt. Es wird letztlich das gesamte Aktivgeschäft eines Kreditinstituts dem Kernkapital gegenübergestellt.
Die aufsichtsrechtliche Untergrenze (derzeit 3 % im Rahmen einer Testphase) für die ungewichtete Eigenmittelquote begrenzt das maximal mögliche Geschäftsvolumen auf das etwa 33,3-Fache des vorhandenen Kernkapitals.
Im Wesentlichen ist die ungewichtete Eigenmittelquote der Kehrwert des Verschuldungsgrades – letzteres ist eine Kenngröße, auf welche die Bezeichnungen „Leverage Ratio“ und „Verschuldungsquote“ zutreffen würden. Je höher der Verschuldungsgrad ist, desto niedriger ist die ungewichtete Eigenmittelquote – und umgekehrt. Unterschreitet die ungewichtete Eigenmittelquote den Schwellenwert von 3 %, muss das Kreditinstitut entweder sein Kreditgeschäft reduzieren (etwa durch Kredithandel) oder sein Eigenkapital erhöhen.

## Bankbetriebliche Aspekte
Anders als der Verschuldungsgrad bei Nichtbanken bildet die ungewichtete Eigenmittelquote bei Banken eine horizontale Kapitalstruktur ab. Im Vorfeld der Bankenkrise bauten Institute eine starke bilanzielle und außerbilanzielle Verschuldung auf, um die Vorteile der daraus resultierenden Hebelwirkung („Leverage-Effekt“) für sich zu nutzen. Die Hebelwirkung ergibt sich dadurch, dass sich mit steigendem Verschuldungsgrad die Eigenkapitalrentabilität des Unternehmens verbessert, solange der Fremdkapitalzins unter der Gesamtkapitalrentabilität liegt. Bei der Erhöhung des Eigenkapitals erwarten die Aktionäre von Banken eine Rendite von bis zu 25 %, die weit über den Habenzinsen für das Passivgeschäft liegt, so dass die Eigenkapitalkosten auf die Kreditnehmer in Form höherer Kreditmargen überwälzt werden und in der Realwirtschaft zu einer Erhöhung des Zinsniveaus und damit schlimmstenfalls zu einer Kreditklemme beitragen könnten.
Insbesondere die zusätzliche bilanzielle Verschuldung zur Ausnutzung der Hebelwirkung dient der Refinanzierung des Neu-Kreditgeschäftes, so dass die Kreditrisiken weiter zunehmen. Kommt es zu einer gesamtwirtschaftlichen Rezession, nehmen diese Kreditrisiken überproportional zu, was zu Verlusten bei Banken führt. Sie müssen Aktiva verkaufen, um weitere Verluste zu verhindern. Durch den Verkauf können sie ihr Fremdkapital abbauen, was zu einer Verbesserung der ungewichteten Eigenmittelquote beiträgt.
Die ungewichtete Eigenmittelquote ist ein Frühwarnindikator, der die Verschuldung der Banken einschränken und dadurch einem krisenbedingten Schuldenabbau mit seinen destabilisierenden Folgen entgegenwirken soll. Allerdings widerspricht die Mindestanforderung an die ungewichtete Eigenmittelquote – aufgrund der konstruktionsbedingt fehlenden Risikogewichtung – dem bankenaufsichtsrechtlichen Grundsatz, dass niedrige Risiken auch durch niedrige Eigenkapitalanforderungen belohnt werden sollen. Großvolumige Geschäfte mit geringem Risiko (beispielsweise Kommunalkredite) führen zu einer ungünstigeren ungewichteten Eigenmittelquote. Auch die homogene Anwendung des Schwellenwerts von 3 % auf alle Bonitätsklassen nivelliert unterschiedliche Risikoniveaus. Zudem führen die verschiedenen Rechnungslegungsstandards zu unterschiedlichen ungewichteten Eigenmittelquoten, da beispielsweise die amerikanischen US-GAAP ein deutlich umfangreicheres Netting zulassen als die IFRS. Dadurch verringert sich die Aktivseite der nach US-GAAP bilanzierenden Institute erheblich, was sich positiv auf deren ungewichtete Eigenmittelquote auswirkt.

## Melde- und Offenlegungspflichten
Nach Art. 430 CRR haben die Kreditinstitute die ungewichtete Eigenmittelquote an die Aufsichtsbehörden zu melden. Art. 499 CRR erlaubt seit Januar 2014 die Meldung der Monatsdurchschnitte zum Quartalsende. Bei der Offenlegung sind nach Art. 451 CRR auch bestimmte, weitreichende Verfahren und Methoden zur Ermittlung der ungewichteten Eigenmittelquote zu melden. Seit Januar 2015 müssen Kreditinstitute ihre ungewichtete Eigenmittelquote veröffentlichen. Demnach überschritt die Deutsche Bank zum 31. März 2015 den erforderlichen Schwellenwert mit 3,4 % nur knapp. Die etwaige Unterschreitung des Schwellenwerts von 3 % zieht noch keine Konsequenzen nach sich, da es sich um eine Testphase handelt. Im Dezember 2017 hat der Baseler Ausschuss für Bankenaufsicht (Basel Committee on Banking Supervision, BCBS) entschieden, die zunächst vorläufige Zielquote von 3,0 % ab 2018 als verbindliche Mindestanforderung (Säule I) zu implementieren. In der EU wird die Leverage Ratio ab Juni 2021 durch die dann geltenden Regelungen der CRR II zu einer verbindlichen Mindestanforderung. Im Rahmen der CRR II wird in der EU ebenfalls ein Zuschlag für global systemrelevante Banken (G-SIBs) ab 2023 umgesetzt. Dieser folgt den Baseler Vorgaben: Die Leverage Ratio-Anforderung wird um einen Kapitalzuschlag erhöht werden, der ebenfalls aus aufsichtlichem Kernkapital bestehen und 50 % des risikobasierten Kapitalpuffers für G-SIBs betragen soll. Zum Beispiel würde demnach für eine Bank, die einen risikobasierten G-SIB-Puffer von 2 % vorhalten muss, die LR-Anforderung um 1 % auf dann insgesamt 4 % steigen.